# Kepler-452b
Kepler-452b és un exoplaneta orbitant l'estrella de classe G Kepler-452. Va ser identificat pel telescopi espacial Kepler i la seva descoberta va ser anunciada per la NASA el 23 de juliol del 2015. És el primer planeta de mida semblant a la Terra que es troba orbitant dins de la zona habitable d'una estrella molt similar al Sol. És l'exoplaneta més semblant a la Terra després de Kepler-438b. No se sap si Kepler-452b és rocós o un planeta gasós petit; però, basant-se en el seu radi, Kepler-452b té una possibilitat raonable, entre 49% i 62%, de ser rocós.
L'estrella es troba a 1.400 anys llum del sistema solar; a la velocitat de la nau New Horizons, aproximadament 58.536 km/h, es necessitarien 25,8 milions d'anys per arribar-hi.

## Propietats
El planeta triga 385 dies a completar una òrbita al voltant de la seva estrella. És més vell i més gran que Terra, però es troba dins la zona habitable de la seva estrella.
Té una massa probable de dos cops més la de la Terra, i la seva gravetat en la superfície és dues vegades la de la Terra és, encara que les masses dels exoplanetes són estimacions. Si es tracta d'un planeta terrestre, probablement és una super-Terra amb molts volcans actius a causa de la seva superior massa i densitat. Els núvols en el planeta serien gruixuts i humits, i cobreixen la majoria del planeta si fos vist des de l'espai. Kepler-452 es veuria gairebé idèntic al Sol vist des de la superfície.
No és clar si Kepler-452b ofereix entorns habitables. Orbita un estrella de tipus G2V, com el Sol, amb gairebé la mateixa temperatura i massa i 20% més lluminosa. Tanmateix, l'estrella té sis mil milions d'anys, la qual cosa la fa 1,5 milions d'anys més vella que el Sol. En aquest punt en l'evolució de la seva estrella, Kepler-452b està rebent un deu per cent més d'energia de la seva estrella que la Terra rep del Sol. Si Kepler-452b és un planeta rocós, podria tenir una atmosfera semblant a la de Venus.